# 格林普雷里鎮區 (明尼蘇達州莫里森縣)
格林普雷里鎮區（英語：Green Prairie Township）是位於美國明尼蘇達州莫里森縣的一個行政鎮區。

## 歷史
格林普雷里鎮區於1868年設立，得名自於南北戰爭中陣亡的早期定居者查爾斯·H·格林（Charles H. Green）。

## 地方資料
格林普雷里鎮區的面積為43.36平方千米，當中陸地面積為41.73平方千米，而水域面積為1.63平方千米。根據2020年美國人口普查的數據，當地共有人口764人，而人口密度為每平方千米17.62人。